# Palacio de los Duques de Liria

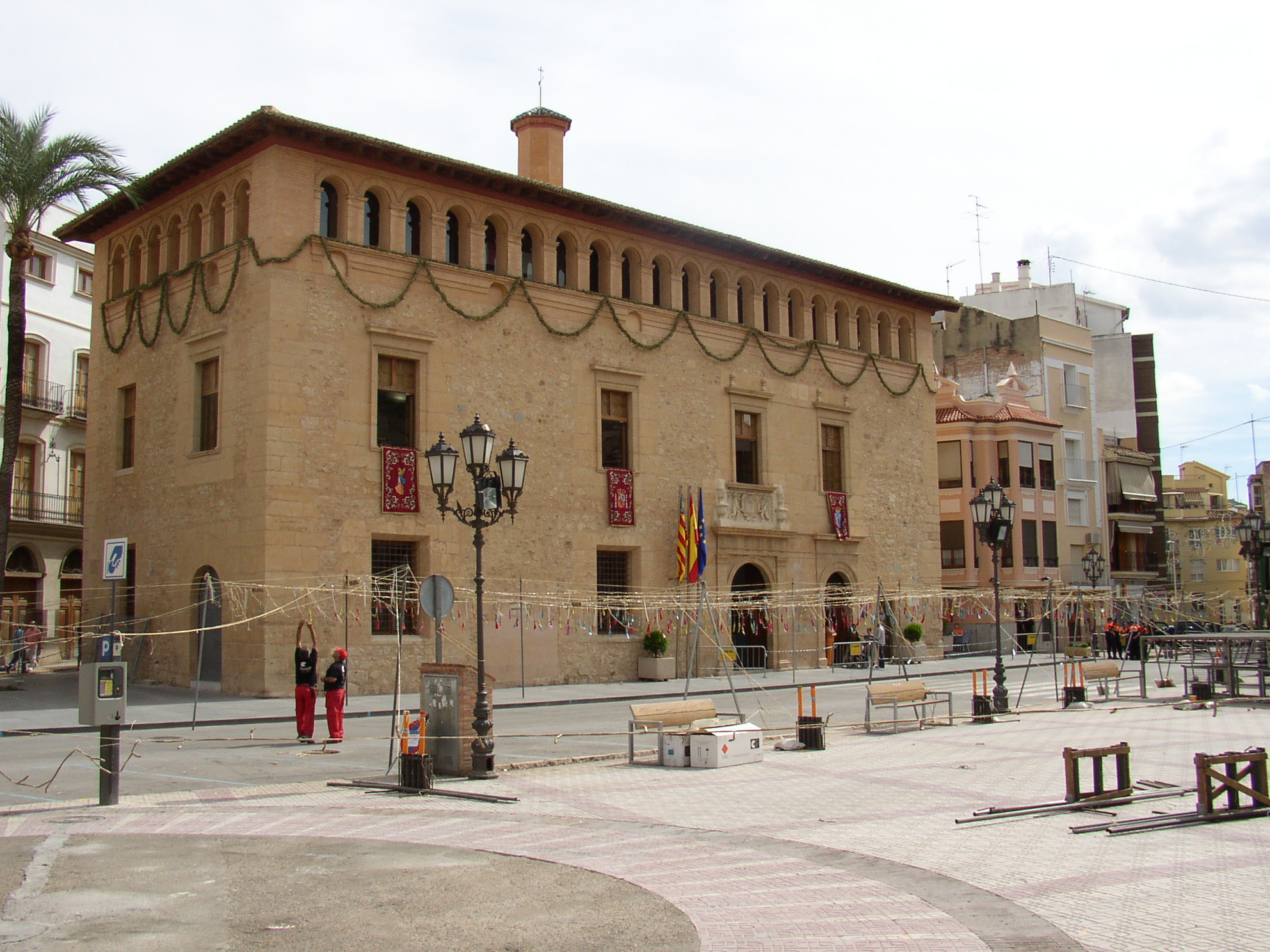
Palacio de los Duques de Liria

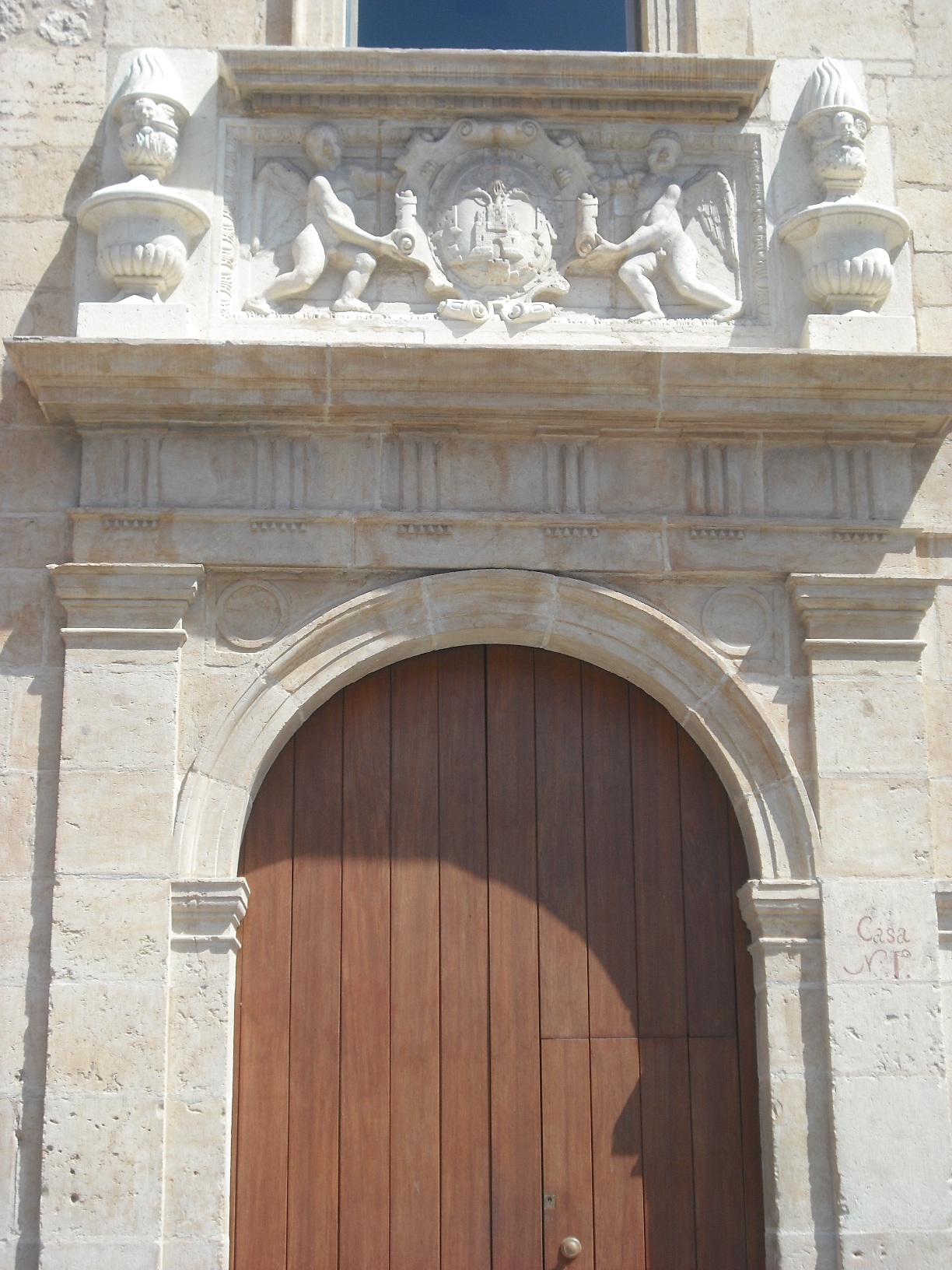
Portada principal con el escudo municipal.

El Palacio de los Duques de Liria, también llamado Ca la Vila (en español casa de la villa) es un edificio situado en Liria,  Provincia de Valencia, España. Se encuentra en la Plaza Mayor de la población y fue construido entre los siglos XVI y XVII para  para almudín, prisión, cámara de los Jurados y sala del Consejo, de 1596 a 1602, año en que fue terminado y puesto en funcionamiento. Presenta en su conjunto una estructura básicamente renacentista, pero que posee un matiz un tanto manierista y regional. La obra es atribuida al arquitecto Guillem del Rey. Tras la derrota en la batalla de Almansa, Felip V crea ex novo el ducado de Liria y Jérica, entregándolo a Jacobo Fitz-James Stuart.
El primer duque de Liria y Jérica convertirá el palacio municipal de Ca la Vila en un palacio residencial que irá transformando y adaptando a sus necesidades a lo largo del tiempo. Por este motivo se invita a denominar al edificio con el nombre de "Palacio de los Duques de Liria", aunque el edificio tiene su origen un siglo antes de la conversión de la ciudad en ducado, construyéndose para albergar las instituciones municipales del gobierno foral valenciano. Dentro de este debate onomástico tuvo gran relevancia el cronista y archivero municipal Domingo Uriel Pascual, quien basándose en la consulta de documentación municipal (Concejos desde 1586 hasta 1608) obtuvo los datos fundamentales para la datación de la construcción del edificio a caballo entre el siglo XVI y XVII. Uriel hizo público sus hallazgos en un artículo en el diario valenciano Las Provincias el 30 de diciembre de 1923. Del mismo modo, el médico José Durán Martínez y publicaría en 1947 un nuevo artículo "El palacio Municipal de Liria fue edificado para casa consistorial" manifestando una clara voluntad de aclarar que la creencia extendida del origen ducal no era cierta.
En 1720 se mantiene un pleito entre la villa de Liria y el duque de la misma, ante la pretensión de éste de colocar su escudo de armas en las puertas principales. Ante la oposición de la villa se dictó una Real Orden en la que se declaraba que el duque era dueño jurisdiccional de la villa pero no territorial, porque ésta continuaba siendo del Patrimonio Real. Tal y como puede observarse en la actualidad el escudo presente en la fachada principal del edificio es el original municipal y no el del duque de Berwick.
Está inscrito en el Registro General de Bienes de Interés Cultural de la Administración del Estado con el n.º R-I-51-0011967. Art. 29.2 LPCV 4/1998.
La propiedad del edificio es municipal según consta en los datos catastrales.
En 2002 finalizó la restauración del edificio a cargo del arquitecto Miguel del Rey Aynat

## Descripción
Se trata de un edificio exento, de planta rectangular en tres plantas y cubierta a cuatro aguas sobre la que sobresale un pequeño mirador. Su fachada principal, rematada por la clásico arquería del siglo XVI, recae a la plaza mayor.
Fue construido para almudín, prisión, cámara de los Jurados y sala de Consejo, entre 1596 a 1602. La planta del edificio consta de dos crujías formadas por los muros de carga que constituyen las fachadas y un muro central que en planta baja se encuentra perforado por cuatro arcos de medio punto. En la última planta este muro desaparece dejando únicamente cuatro pilares rectangulares sobre los que se apoya la viguería que conforma la cubierta. La escalera de planta cuadrada y hueco central se sitúa en la segunda crujía frente a la puerta principal. En la planta superior se dispuso la sala de sesiones, secretaría y despacho del Sr. Alcalde. En la cambra una escalera de caracol de rasilla conduce al pequeño mirador octogonal que sobresale en la cubierta. El conjunto se remata, finalmente con la clásica arquería del siglo XVI que recorre, bajo ancha cornisa, el perímetro de la obra.
La portada principal entre pilastras toscanas, atiende a los preceptos manieristas divulgados por Giacomo Barozzio de Vignola. Coronando la portada principal encontramos el escudo municipal de la villa que manifiesta la voluntad de los jurados de Liria que en 1596 dan instrucciones de incorporar "dos jagants ab les armes de la vila en mig o un sen... mig damunt dit portal de casa a despeses de la vila" La presencia del escudo municipal también manifiesta que la obra del edificio fue costeada por la villa así como también está presente en la fachada retablo el templo barroco de la Asunción edificado durante el siglo XVII .